# P107

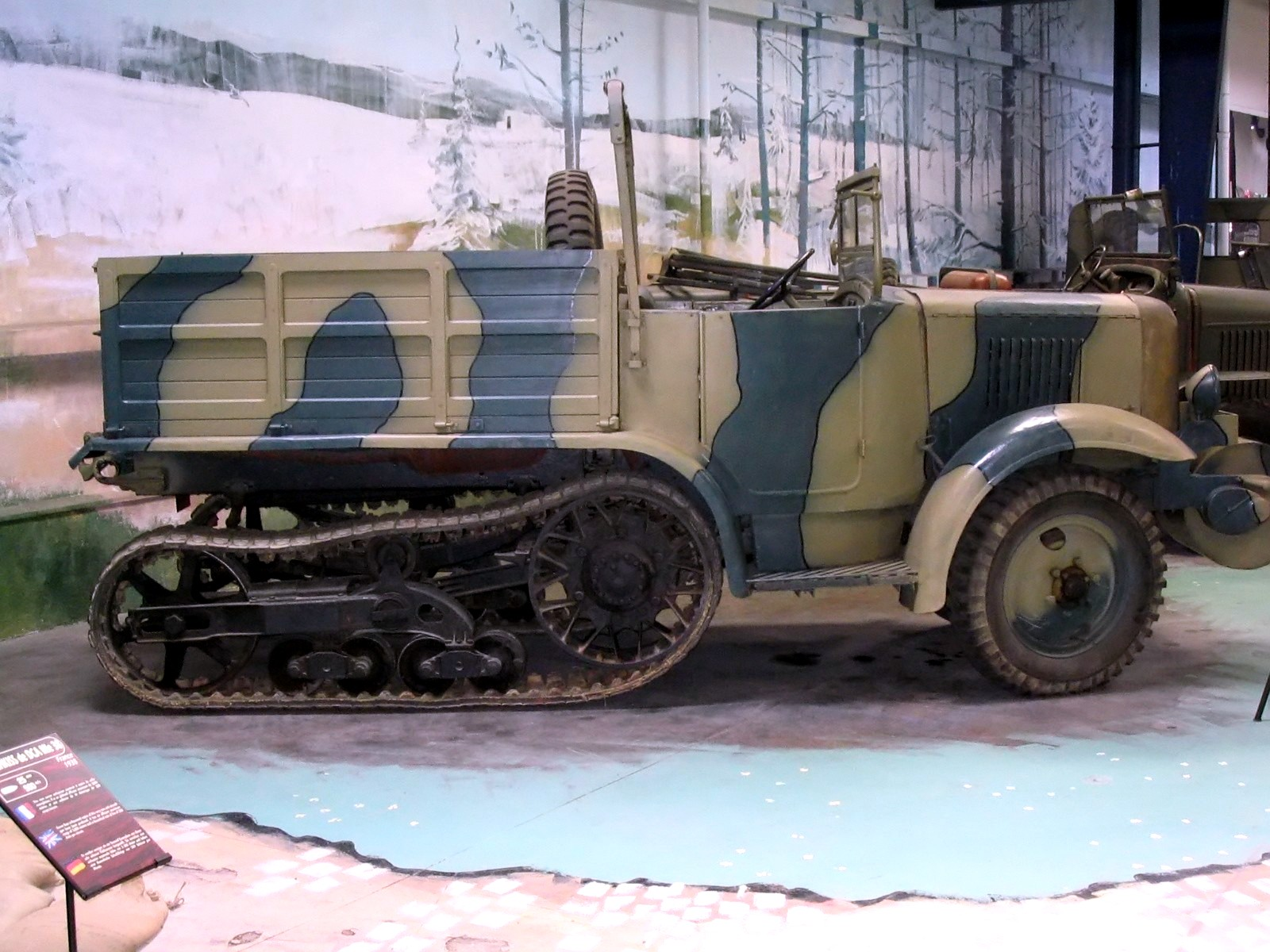
Transportér P-107

P107 byl francouzský kolopásový transportér, používaný v druhé světové válce. 
Ve 20. a 30. letech 20. století byla ve firmě Citroën vyvinuta řada half-tracků na základě patentu Adolpha Kégresseho. V roce 1934 společnost představila svůj nejnovější a výkonnější model P107 jako nástupce stroje Citroën-Kégresse P17. Dříve než se rozjela sériová výroba, musel Citroën v roce 1934 vyhlásit konkurs. Nový vlastník, společnost Michelin, se rozhodl zaměřit na civilní vozidla. Licenci k patentu P107 poté získala francouzská firma Unic, která převzala jeho výrobu.
Transportér byl vyráběn od roku 1937 ve dvou verzích, jedna z nich sloužila jako dělostřelecký tahač pro kanóny ráže 75 mm a 105 mm. Druhá verze byla určena pro nákladní dopravu a přepravu inženýrských jednotek. V roce 1940 bylo v provozu asi 2000 kusů těchto strojů. 
Během druhé světové války ukořistili po okupaci Francie transportéry Němci, kteří je využívali pod názvem Zugkraftwagen 37. Po ukončení druhé světové války zůstalo několik strojů na území Československa a byly převzaty do stavu Československé armády. Ještě v létě 1951 byl jeden kus označený jako "polopás Citroën" s vojenskou reg. značkou - č. 53652 u 23. letištního praporu. 

## Technické údaje
- Motor: P39 čtyřválec o výkonu 60 k
- Délka: 48500 mm
- Šířka: 1800 mm,
- Výška: 2280 mm
- Světlá výška: 340 mm
- Rozchod kol: 1395 mm
- Hmotnost: 3000 kg
- Celková hmotnost: 5400 kg
- Palivové nádrže: 160 l
- Maximální rychlost: 45 km/h